# Gran Premio Massaua-Fossati 1953
Il Gran Premio Massaua-Fossati 1953, quarta ed ultima edizione della corsa, si svolse il 28 giugno 1953 su un percorso di 252 km. La vittoria fu appannaggio dell'italiano Luciano Maggini, che completò il percorso in 7h05'03", precedendo i connazionali Alfredo Martini e Gino Bartali.

## Ordine d'arrivo (Top 10)
| Pos. | Corridore              | Squadra    | Tempo    |
| ---- | ---------------------- | ---------- | -------- |
| 1    | Luciano Maggini        | Atala      | 7h05'03" |
| 2    | Alfredo Martini        | Welter     | s.t.     |
| 3    | Gino Bartali           | Bartali    | a 53"    |
| 4    | Rino Benedetti         | Legnano    | s.t.     |
| 5    | Tranquillo Scudellaro  | Legnano    | s.t.     |
| 6    | Giuseppe Doni          | Torpado    | s.t.     |
| 7    | Antonio Medri          | Bottecchia | s.t.     |
| 8    | Armando Barducci       | Legnano    | s.t.     |
| 9    | Elio Brasola           | Torpado    | s.t.     |
| 10   | Marcello/Emilio Ciolli | ?          | s.t.     |